# دی.۵۲۰
D.520 (به انگلیسی: Dewoitine_D.520) یک هواگرد از نوع هواپیمای جنگنده ساخت شرکت SNCAM / SNCASE است. هواگرد D.520 نخستین پروازش را در ۲ اکتبر ۱۹۳۸ میلادی انجام داد. این هواگرد در سال ژانویه ۱۹۴۰ میلادی رسماً معرفی گردید. در مجموع، حدوداً تعداد ۹۰۰ فروند از این هواگرد ساخته شده‌است.